# Fed Cup 2011 Zona Euro-Africana Gruppo I - Pool A
Il Pool A della zona Euro-Africana Gruppo I nella Fed Cup 2011 è uno dei quattro gruppi in cui è suddiviso il Gruppo I della zona Euro-Africana. Tre squadre si sono scontrate nel formato round robin. (vedi anche Pool B, Pool C, Pool D)
|   | Pool A              | Svizzera (bandiera) | Regno Unito (bandiera) | Danimarca (bandiera) |
| 1 | Svizzera (2-0)      |                     | 2-1                    | 2-1                  |
| 2 | Gran Bretagna (1-1) | 1-2                 |                        | 2-1                  |
| 3 | Danimarca (0-2)     | 1-2                 | 1-2                    |                      |

## Svizzera vs. Gran Bretagna
| Svizzera 2 | Municipal Tennis Club, Eilat, Israele 2 febbraio 2011 cemento outdoor (acrilico) | Municipal Tennis Club, Eilat, Israele 2 febbraio 2011 cemento outdoor (acrilico) | Gran Bretagna 1 |     |   |  |
| \| \| \| \| 1 \| 2 \| 3 \| \| \| - \| \| -------------------------------------------------------------- \| --- \| --- \| - \| \| \| 1 \| \| Timea Bacsinszky Heather Watson \| 6 1 \| 6 3 \| \| \| \| 2 \| \| Patty Schnyder Anne Keothavong \| 6 1 \| 6 2 \| \| \| \| 3 \| \| Timea Bacsinszky / Amra Sadiković Jocelyn Rae / Heather Watson \| 4 6 \| 3 6 \| \| \| |                                                                                  |                                                                                  |                 |     |   |  |
| |                                                                                  |                                                                                  | 1               | 2   | 3 |  |
| 1 | Svizzera (bandiera) · Gran Bretagna (bandiera)                                   | Timea Bacsinszky Heather Watson                                                  | 6 1             | 6 3 |   |  |
| 2 | Svizzera (bandiera) · Gran Bretagna (bandiera)                                   | Patty Schnyder Anne Keothavong                                                   | 6 1             | 6 2 |   |  |
| 3 | Svizzera (bandiera) · Gran Bretagna (bandiera)                                   | Timea Bacsinszky / Amra Sadiković Jocelyn Rae / Heather Watson                   | 4 6             | 3 6 |   |  |

## Svizzera vs. Danimarca
| Svizzera 2 | Municipal Tennis Club, Eilat, Israele 3 febbraio 2011 cemento outdoor (acrilico) | Municipal Tennis Club, Eilat, Israele 3 febbraio 2011 cemento outdoor (acrilico) | Danimarca 1 |     |   |  |
| \| \| \| \| 1 \| 2 \| 3 \| \| \| - \| \| ---------------------------------------------------------------- \| --- \| --- \| - \| \| \| 1 \| \| Timea Bacsinszky Karen Barbat \| 6 0 \| 6 1 \| \| \| \| 2 \| \| Patty Schnyder Caroline Wozniacki \| 3 6 \| 3 6 \| \| \| \| 3 \| \| Timea Bacsinszky / Patty Schnyder Mai Grage / Caroline Wozniacki \| 6 3 \| 6 2 \| \| \| |                                                                                  |                                                                                  |             |     |   |  |
| |                                                                                  |                                                                                  | 1           | 2   | 3 |  |
| 1 | Svizzera (bandiera) · Danimarca (bandiera)                                       | Timea Bacsinszky Karen Barbat                                                    | 6 0         | 6 1 |   |  |
| 2 | Svizzera (bandiera) · Danimarca (bandiera)                                       | Patty Schnyder Caroline Wozniacki                                                | 3 6         | 3 6 |   |  |
| 3 | Svizzera (bandiera) · Danimarca (bandiera)                                       | Timea Bacsinszky / Patty Schnyder Mai Grage / Caroline Wozniacki                 | 6 3         | 6 2 |   |  |

## Gran Bretagna vs. Danimarca
| Gran Bretagna 2 | Municipal Tennis Club, Eilat, Israele 4 febbraio 2011 cemento outdoor (acrilico) | Municipal Tennis Club, Eilat, Israele 4 febbraio 2011 cemento outdoor (acrilico) | Danimarca 1 |     |     |  |
| \| \| \| \| 1 \| 2 \| 3 \| \| \| - \| \| ----------------------------------------------------------- \| --- \| --- \| --- \| \| \| 1 \| \| Heather Watson Karen Barbat \| 6 0 \| 6 1 \| \| \| \| 2 \| \| Anne Keothavong Caroline Wozniacki \| 0 6 \| 2 6 \| \| \| \| 3 \| \| Jocelyn Rae / Heather Watson Mai Grage / Caroline Wozniacki \| 5 7 \| 7 5 \| 7 5 \| \| |                                                                                  |                                                                                  |             |     |     |  |
| |                                                                                  |                                                                                  | 1           | 2   | 3   |  |
| 1 | Gran Bretagna (bandiera) · Danimarca (bandiera)                                  | Heather Watson Karen Barbat                                                      | 6 0         | 6 1 |     |  |
| 2 | Gran Bretagna (bandiera) · Danimarca (bandiera)                                  | Anne Keothavong Caroline Wozniacki                                               | 0 6         | 2 6 |     |  |
| 3 | Gran Bretagna (bandiera) · Danimarca (bandiera)                                  | Jocelyn Rae / Heather Watson Mai Grage / Caroline Wozniacki                      | 5 7         | 7 5 | 7 5 |  |

## Verdetti
- Svizzera ammessa agli spareggi finali insieme ai vincitori del Pool B, del Pool C e del Pool D.
- Danimarca condannata agli spareggi finali per evitare la retrocessione al Gruppo II della zona Euro-Africana, insieme all'ultima in classifica del Pool B, del Pool C e del Pool D.